# Brooklyn mélyén
A Brooklyn mélyén (Brooklyn's Finest) 2010-ben bemutatott amerikai bűnügyi film. Írója Michael C. Martin, rendezője Antoine Fuqua.

## Történet
A film három rendőrt követ nyomon, akik Brooklyn legsötétebb körzetében néznek szembe az erőszakkal és bűnözéssel, s a véletlennek köszönhetően összefut a sorsuk.

## Szereplők
| Színész                  | Szerep                                                                                        | Magyar hang    |
| ------------------------ | --------------------------------------------------------------------------------------------- | -------------- |
| Richard Gere             | Eddie Dugan, nyugalmazás előtt álló, tapasztalt és kiábrándult rendőrtiszt                    | Mihályi Győző  |
| Don Cheadle              | Clarence "Tango" Butler, előléptetése érdekében kényszerű beépített munkát végző nyomozó      | Viczián Ottó   |
| Ethan Hawke              | Salvatore "Sal" Procida, súlyos megélhetési problémákkal küzdő, nagycsaládos nyomozó          | Kaszás Gergő   |
| Wesley Snipes            | Casanova "Caz" Phillips, börtönből frissen szabadult, egykor nagy tekintélynek örvendő bűnöző | Csuja Imre     |
| Vincent D’Onofrio        | Bobby "Carlo" Powers, Sal ismerőse                                                            | Németh Gábor   |
| Will Patton              | Will Hobarts, a Tango beépített munkáját felügyelő hadnagy                                    | Rosta Sándor   |
| Michael Kenneth Williams | Red                                                                                           | Varga Rókus    |
| Lili Taylor              | Angela Procida, Sal felesége                                                                  | Zakariás Éva   |
| Ellen Barkin             | Smith, a Caz lebuktatására Hobarts mellé kiküldött FBI-ügynök                                 | Bertalan Ágnes |
| Thomas Jefferson Byrd    | Jeb bácsi                                                                                     |                |